# Chromosporium viride
Chromosporium viride är en svampart som beskrevs av Corda 1829. Chromosporium viride ingår i släktet Chromosporium, divisionen sporsäcksvampar och riket svampar.   Inga underarter finns listade i Catalogue of Life.